# Anton Steiger

Anton Steiger, Kupferstich, um 1800

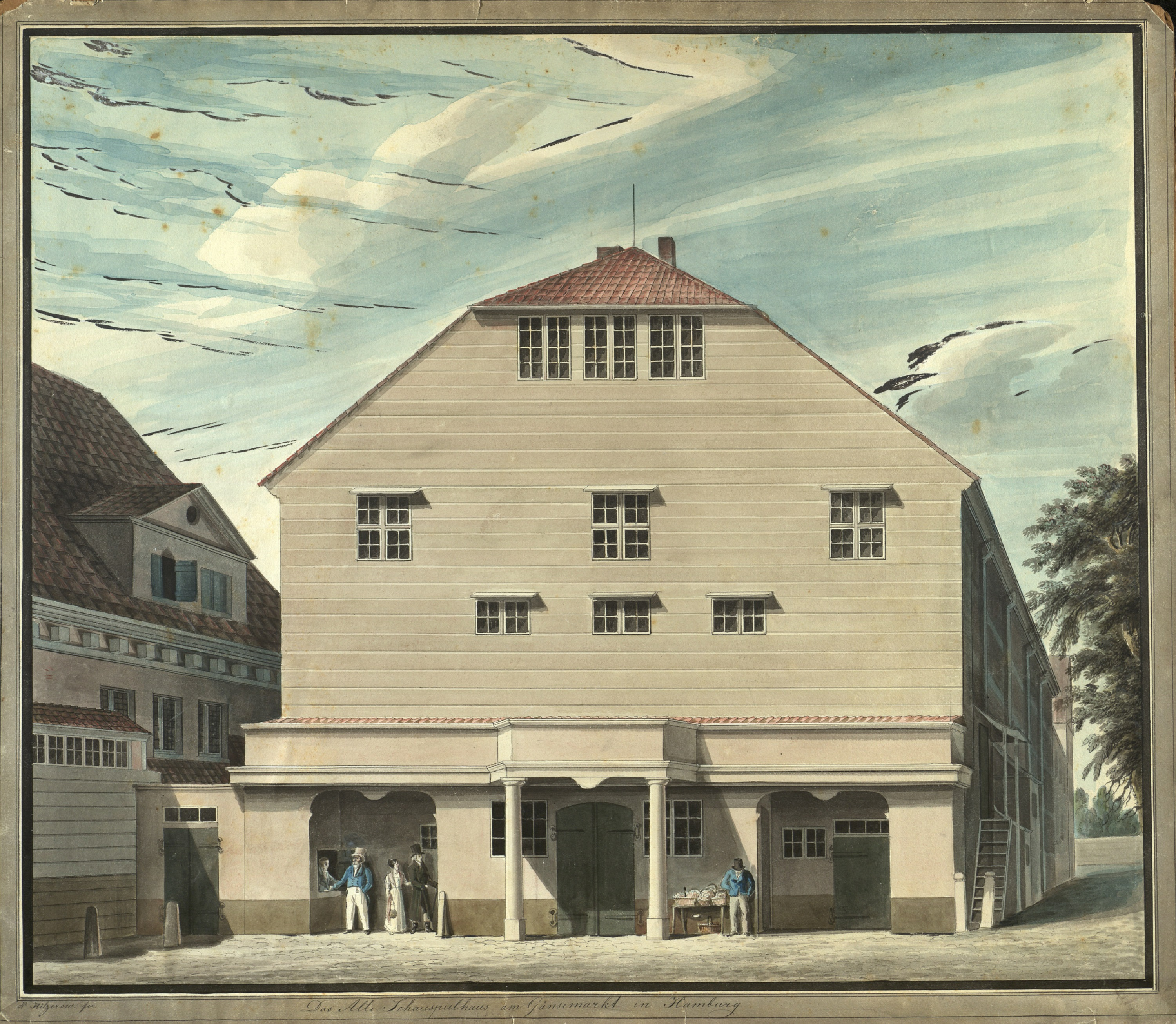
Hamburg, Altes Theater am Gänsemarkt, um 1820

Anton Steiger (* 4. April 1756; † 12. April 1809 in Hamburg) war ein deutscher Schauspieler, Theaterregisseur und Theaterdirektor.

## Leben
Steiger stammte vermutlich aus Holland. Als Schauspieler ist er zuerst 1776 bei der Truppe von Karl Friedrich Abt nachweisbar, danach 1777 und 1778 in Münster und Bonn.
1779 bis 1784 war er bei Gustav Friedrich Wilhelm Großmann engagiert und spielte mit dessen Gesellschaft mehrfach in Bonn, wo er bald Kontakt mit Christian Gottlob Neefe und dem jungen Beethoven hatte.
Eine weitere Station seiner Karriere war die Truppe von Christian Wilhelm Klos, die ab Februar 1787 in Köln und Bonn spielte und nach Aussagen des Schauspielers Carl Reinhard als „beste Oper in Deutschland“ galt. Namhafte Mitglieder waren – außer Steiger – der Kapellmeister August Burgmüller sowie die Sängerinnen und Sänger Christiane Keilholz, Christiane Henriette Beck, Carl Demmer, Joseph Lux, Johann Baptist Spitzeder und Heinrich Vohs. Aufgrund der hohen Kosten, die speziell die Opernaufführungen verursachten, musste Klos die Truppe im Juli 1788 in Aachen auflösen.
Aus der Klos-Truppe ging das Bonner Nationaltheater hervor, das von Kurfürst Maximilian Franz subventioniert und am 3. Januar 1789 eröffnet wurde – mit einer von Neefe verfassten Rede, gesprochen von Steiger. Steiger war in Bonn hauptsächlich als Regisseur tätig.
Ab 1797 war Steiger Theaterdirektor in Kassel, später in Weimar. Um 1799/1800 erhielt er ein Engagement am Theater in Hamburg. Am 2. Dezember 1803 trat er dort in der Titelrolle von Lessings Drama Nathan der Weise auf.
Er starb am 12. April 1809 an den Folgen „einer schweren, schmerzvollen, von seinen Aerzten leider nicht erforschten Krankheit“ im Alter „von 53 Jahren und 8 Tagen“.

## Nachkommen
Bei seinem frühen Tod hinterließ er sieben Kinder, darunter die Tochter Caroline Steiger (1800–1886), die 1822 den Schauspieler und Dramatiker Karl August Lebrun heiratete und eine bekannte Schauspielerin wurde.